# 進化のプリズム
『〜未来灯台〜進化のプリズム』（みらいとうだい しんかのプリズム）は、2000年10月11日から同年12月20日までテレビ東京系列局で放送されていたテレビ東京製作の情報番組。NTTコミュニケーションズの一社提供。放送時間は毎週水曜 22:00 - 22:28 （日本標準時）。

## 概要
毎回ある1つのテーマを軸に据えながら情報提供とトークを展開していた番組で、各回で取り上げる内容に即した分野の専門家たちをゲストに招いていた。司会はいとうせいこうと中山エミリが担当。